# George Shefi
George Shefi (hebräisch ג'ורג' שפי, * 29. November 1931 in Berlin; geboren George Spiegelglas) ist ein Holocaust-Überlebender deutsch-jüdischer Abstammung.

## Kindheit und Flucht
Shefi verbrachte seine frühen Jahre als Kind einer gut situierten Berliner Familie, in der er behütet und umsorgt aufwuchs. Erstmals am 10. November 1938, dem Tag der Reichspogromnacht, war der damals Siebenjährige dem Terror der Nationalsozialisten ausgesetzt. Da seine Schule direkt an eine Synagoge angebaut war, wurde sie in dieser Nacht angezündet. Sie brannte bis auf die Grundmauern nieder. Um ihn vor weiteren Nachstellungen der Staatsmacht zu schützen, gab ihn seine Familie in die Kindertransporte, die von der englischen Regierung vor dem Hintergrund der Appeasement-Politik in die Wege geleitet worden waren. Die von den jüdischen Gemeinden in Deutschland finanziell gesicherten Transporte ermöglichten es deutschen Kindern jüdischer Abstammung bis zum Alter von 17 Jahren, Deutschland zu verlassen und nach England auszureisen, um dort in englische Familien aufgenommen zu werden. Auch die Niederlande, Belgien, die Schweiz, Frankreich und Schweden nahmen damals jüdische Kinder auf.

## Leben im Exil
George Shefi gelang auf diese Weise die Flucht ins sichere England. Seine Mutter, eine Tante und sein Großvater mussten jedoch in Deutschland zurückbleiben, wo sie zur Zwangsarbeit genötigt waren. Sein Großvater starb unter dieser Belastung bereits nach kurzer Zeit an Entkräftung. Seine Mutter und seine Tante wurden 1941 in das Konzentrationslager Auschwitz deportiert. Dort verliert sich ihre Spur, vermutlich wurden sie noch am Tag ihrer Ankunft ermordet.
Shefi wuchs in den Folgejahren in einer englischen Familie auf und hatte hier auch die Möglichkeit zum Schulbesuch. 1940 musste er bei einem Aufenthalt in London die Bombardierung der Stadt durch die deutsche Luftwaffe miterleben. Ein Jahr später, noch im Alter von neun Jahren, verließ Shefi sein Gastland und schiffte sich auf einem Truppentransporter mit 6.000 kanadischen Soldaten Richtung Kanada ein. Auf dem Nordamerikanischen Kontinent angekommen, begab er sich zu einem Onkel in den Vereinigten Staaten. Im Alter von 17 Jahren verließ Shefi mit seinem Onkel die USA und emigrierte nach Israel, wo beide gemeinsam in einem Kibbuz lebten. Durch Zufall stieß er im Alter von 35 Jahren auf die Spur seines Vaters, der nach Australien ausgewandert war und sich dort eine Existenz aufgebaut hatte.
George Shefi hält heute Vorträge über sein Schicksal und seine persönlichen Erfahrungen mit dem Holocaust. Er ist seit vielen Jahren bei AMCHA aktiv.

## Auszeichnungen
- 2019: Verdienstorden des Landes Brandenburg
- 2024: Bundesverdienstkreuz 1. Klasse[3]

## Werke
- The way of fate. Memoir of a boy sent by his parents from Nazi Germany to England on the kindertransport to save his life. ISBN 978-0974852485